# Chémery-les-Deux
Chémery-les-Deux là một xã trong tỉnh Moselle, vùng Grand Est đông bắc nước Pháp.